# 鉄鉱石

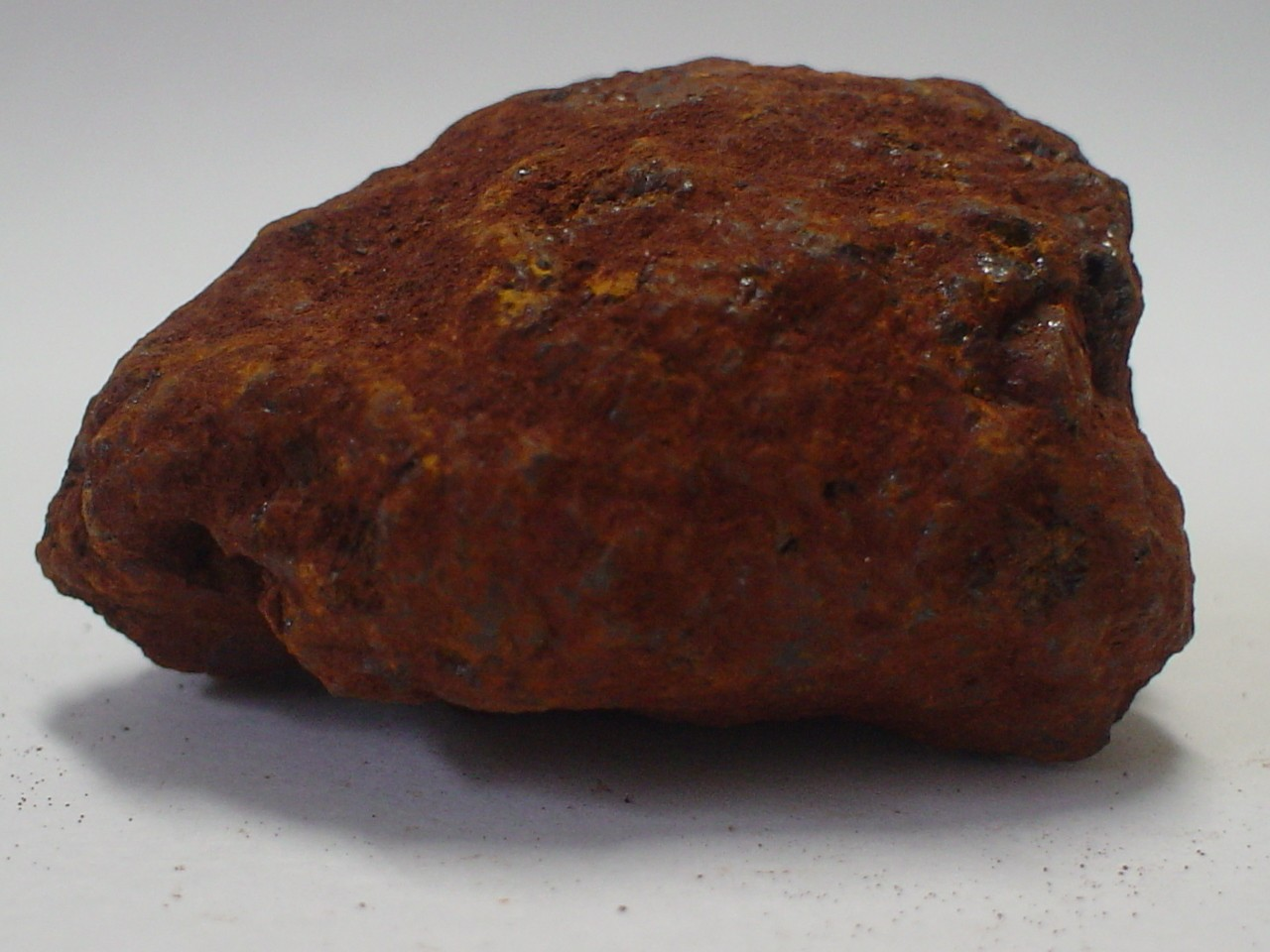
赤鉄鉱 (Fe_{2}O_{3})

鉄鉱石（てっこうせき、英: iron ore）とは、製鉄原料となる鉱石である。

## 鉄鉱石の種類
鉄鉱石の主要成分は酸化鉄であり、多く使われる鉄鉱石は赤鉄鉱 (Fe2O3)、磁鉄鉱 (Fe3O4)、褐鉄鉱 (Fe2O3・nH2O)、磁鉄鉱の粒状鉱物である砂鉄などである。他に、針鉄鉱 (FeO(OH))、針鉄鉱と組成は同じだが鉱物としては区別される鱗鉄鉱 (FeO(OH))、菱鉄鉱 (FeCO3) などが存在する。これら鉄鉱石を主に産出する鉱山を「鉄山」と呼ぶこともある（群馬鉄山など）。
金属光沢のある磁硫鉄鉱 (FeS1-x)、金色に光る黄鉄鉱 (FeS2) は鉄を含んではいるが、鉄鉱石として製鉄に用いるには適さない。

### 鉄鉱石の利用
古来、製鉄に使われた鉱石は砂鉄（磁鉄鉱）であった。磁鉄鉱は比重が約5.2と商業的に利用できる鉄鉱石の中で最も大きく、流水による選鉱により純度の高い鉱石が容易に得られた。近代的な溶鉱炉による製鉄技術が確立されるまでは砂鉄を使ったたたら製鉄が主流だった。現在では露天掘りで大量に採取できる赤鉄鉱を使用した高炉による製鉄が主流である。日本では新日本製鐵釜石製鉄所の高炉が釜石鉱山から産出される磁鉄鉱を使用していた。
高炉へ投入するには、塊鉱でない粉状の粉鉱は焼き固めてペレットに加工する必要がある。
鉄鉱石の品位・品質は、鉄の含有量によって様々である。高品質の鉄鉱石は、鉄鉱石の成分のうち50%–65%がFeである。このような鉄鉱石は世界に約2,000億トンあると言われている。低品質の鉄鉱石は、高品質の鉄鉱石の5倍以上あり、全世界の鉄鉱石の量は1兆トンを超えている。なお、これは地球に存在する鉄のうち、人類が採掘できる地表面のほんのわずかな部分だけである。地球の中心核はほとんどが鉄でできており、海底には鉄鉱石が無尽蔵にあるといわれている。地表でも、鉄は、酸素・ケイ素・アルミニウムに次いで多く存在している。鉄鉱石の可採埋蔵量は他の金属と比べて桁違いに多い。ボーキサイトは280億トン、銅は6億トン、亜鉛は3.3億トン、鉛は1.2億トン、ニッケルは1.1億トンである。

### 低品位鉱
日本では、高炉に装入される鉄鉱石の比率は、塊鉱石が15%、ペレット10%、焼結鉱が75%ほどであり、事前処理した鉱石が主体となっている。輸入品の大半は粉鉱であるが、このまま高炉に投入すると目詰まりを起こし、炉内の下から上への還元ガスの流れを阻害するので、焼結鉱やペレットに固める必要がある。
2017年には低品位鉱との価格差は20ドル/トンに達し低品位鉱石の活用が求められている。そのためには選鉱及びペレット化のプラントが必要になる。
輸送コストを削減、貯留設備を省略するため、プラントは鉱山近傍に建設するのが望ましい。鉱山の生産規模に応じて、小中大のプラントの開発が求められる。
精錬のため微粉化にした鉄鉱石は水スラリーの状態でパイプラインを通じ輸送でき、この場合トラックなどより輸送コストが安価にできる場合もある。

## 鉄鉱石の形成
地球の誕生当時、大気、海中の酸素分子比率は極めて低く、酸素原子のほとんどは、水素、炭素などと結びついていた。このため、無酸素状態の酸素還元的な環境や酸性雨によって地表の鉄分は、鉄イオンとして大量に海水に溶解していた。また、海底火山によって地球内部の鉄が噴出して、鉄イオンが海に供給された。
約22–27億年前に、シアノバクテリアやストロマトライトのような光合成生物が大量発生して酸素を吐き出したため、大気中・海水中の酸素濃度が高まった。この酸素が海水中の鉄イオンと結びつき、それまで海水中に溶解していた鉄イオンを、酸化鉄 (Fe2O3) に変えた。酸化鉄は沈殿・堆積して、広大な赤鉄鉱の鉱床を形成した。
その後、造山運動により海底にあった鉱床は隆起し、地上に押し上げられた。現在の主要な鉄鉱石鉱山はこのようにして形成された。
酸素が少なく温度の高い地下深くでは、鉄は磁鉄鉱となった。

## 経済

### 産出地
鉄鉱石は世界中から産出するものの、2006年時点の埋蔵量1,800億トンのうち、ロシア、オーストラリア、ウクライナ、中国、ブラジルの上位5カ国だけで約73%を占める。コスト・品質の面から商業的な鉱山が操業できるのは、上位5カ国以外ではカナダやインドなどに限られる。これらの国は、地面から直接鉄鉱石を掘り出す、露天掘りができる。特に、オーストラリアやブラジルの鉄鉱石はFeの占める割合が約65%と高品質である。これら鉱山はほとんどが赤鉄鉱であり、数十億年前の海中に堆積したと考えられている。
産出地別の産出量では、オーストラリア (37.1%)、ブラジル(16.2％)、中国 (14.8%)、インド (8.4%)、ロシア (4.6%)、の上位5カ国が81.1%を占める（2020年）。なお、第二次世界大戦直前の1937年の統計ではアメリカ合衆国 (68%)と、キルナ鉄山を有するスウェーデンの2国だけで全世界の産出量の85%を占めていた。2005年時点、この2か国の産出量は1937年当時とあまり変化していないが、シェアは5.9%に低下した。これは世界全体の産出量が9,780万トン（1937年）から139万3127トン（2020年）に増えたからである。
採掘された鉄鉱石は、ベルトコンベヤーなどの設備によって貨物列車や貨物船（河川用）に積み込まれ、輸出港まで運ばれる。そこから、鉱石運搬船という鉄鉱石専用の貨物船で外国へ輸出される。なお、トラックはコストが高いのであまり使われない。

### 貿易

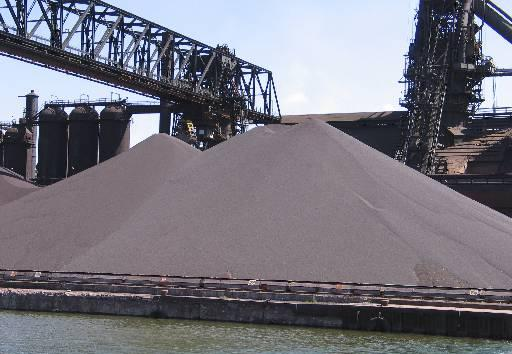
ペレット状になった鉄鉱石

鉄鉱石は、貿易上重要な資源の一つである。取引される重量でも石油に次ぐ。2020年度の鉄鉱石の海上貿易量は14億6,700万トンだった。イギリス、韓国、フランス、ドイツ、日本など主要国は鉄鉱石をほぼ100%、輸入に頼っている中で、アメリカ合衆国は輸入依存度が23%と低い。なお、鉄資源としては鉄鉱石以外にスクラップなどリサイクル用の鉄が約3億トンあり、とりわけ先進国では100年以上の高炉製鉄の歴史があり、社会の中の鉄資源の備蓄量が充足されつつあり、鉄鉱石と石炭からなる高炉製鉄から鉄スクラップを原料とした電炉に移行しつつある（電炉比率はアメリカ 71%、EU全体 42%、日本 25.4%、中国 9.2%、2020年）。
鉄鉱石の需要と価格は世界景気により変動する。好景気時には鉄鉱石の需給がタイトになり、鉄鉱石が重要な資源として改めて注目される。主な貿易国であるオーストラリアとブラジルは、地政学的な地位を高めている。中国が2004年にブラジルに対し国家として経済的分野での接近を図ったのは、こうしたブラジルの資源に着目したことも要因の一つに挙げられている。

#### 輸出
2022年度の国別輸出量は、オーストラリアが55.9%（8億8800万トン）、ブラジルが21.8%（3億4600万トン）、南アフリカ共和国が3.7%（5800万トン）、である。
輸出シェアは、ブラジルのヴァーレ（旧リオドセ）、オーストラリア・イギリスのBHPグループとリオ・ティントの、鉄鉱石3大メジャーが約80%を占めている。1990年代に市況低迷による合理化や淘汰が起こった。その結果、業界の再編が加速し、寡占化が進展した。

#### 輸入
輸入量は長年、日本が世界トップだった。しかし、中国の経済発展より、2003年度に中国が日本を追い越して世界トップになった。中国は自国で鉄鉱石を産出できるが、それらは低品質の鉄鉱石（Feの占める割合が約30%、だいたい40%–50%が必要といわれている）のため、結局はコストが高くなってしまう。よって、高品質の鉄鉱石を輸入に頼っているのが実情である。
2022年度の国別輸入量は、中国が71.0%(11億800万トン）、日本が6.7%（1億400万トン）、韓国が4.3%(約6600万トン)と、日本、中国、韓国だけで80%を占めている。
2016年時点の日本は、日本刀の製造に用いられる砂鉄と、（製鉄ではなく）飼料や消臭剤などに用いられる褐鉄鉱（リモナイト）が少量のみ産出されるだけで、ほぼ全量を輸入している。2006年度は、1億3,429万トンを輸入した。輸入元は国別ではオーストラリアが61%、ブラジルが22%、インドが7%である。

### 価格
近年、中国の急激な経済成長より、鉄鉱石が不足してきた。しかし、不足したからといって増産は簡単にできない。鉄鉱石鉱山の開発には、鉱山だけでなく鉄道・港湾などの設備も必要なため、完成するには数年単位の時間がかかる。
鉄道・港湾の建設コストが鉱山開発全体のコストに占める割合は50%近くに達する。採掘時においても積み込みが2割、輸送コストが3割に達する。
さらに、鉄鉱石メジャー3社（ヴァーレ、リオ・ティント、BHPグループ）が輸出シェアの80%を占める典型的な寡占業界のため、足元を見て価格を吊り上げている面もある。このため、世界景気拡大期には鉄鉱石価格が暴騰することもある。
2005年度の価格が日本鉄鋼メーカーと鉄鉱石メジャーとの間で決着し、前年比70%を超える過去最高の上昇率になった。日本鉄鋼メーカーにとって他の鉄鋼原材料と合わせて1兆円のコストアップになり、鉄鋼製品への価格転嫁が最終製品への価格転嫁までつながる様相を示している。一般には数年前からの鉱山開発が2006年には稼働するため、その頃には需給が緩和すると予測された。鉄鉱石価格の高騰と、ユーザーによる資源確保は、大手メジャーのあるブラジル・オーストラリアの地政学的な地位を向上させるまでに到っている。
2010年、オーストラリアのギラード首相と業界との間で鉄鉱石に新税を導入する合意が成立した。 実施は2012年7月に予定されており、実施後はオーストラリアからの鉄鉱石の輸入に依存する国の経済への波及が予想された。

### 商社
鉄鉱石の安定供給のためには、鉄鉱石鉱山会社と長期契約を結ぶ必要がある。しかし、鉄鉱石鉱山開発は多額の設備投資がかかり、契約交渉にも多大な労力がかかる。鉄鋼生産に集中したい鉄鋼メーカーとしては、その交渉役を商社が務めることがある。三井物産、伊藤忠商事といった日本の大手総合商社の鉄鉱石部門のほか、スイスに本社を置く資源商社グレンコアなどである。これは鉄鉱石だけでなく、他の資源も同様である。

## 生産量
2021年度
1. オーストラリア - 約5億6000万トン
2. ブラジル - 約2億7200万トン
3. 中国 - 約2億4600万トン
4. インド - 約1億6900万トン
5. ロシア - 約6670万トン
6. ウクライナ - 約5240万トン
7. イラン- 約4790万トン
8. 南アフリカ共和国 - 約4659万トン
9. カナダ - 約3450万トン
10. 米国 - 約3010万トン

10位以下は、スウェーデン（約2860万トン）、カザフスタン（1312万トン）、ペルー（1214万トン）、チリ（1116万トン）トルコ（971万トン）、モーリタニア（800万トン）など。リベリアはかつて鉄鉱石の輸出国であったが、内戦によって輸出できない状態が続いている。